# Hermann Kober
Hermann Kober (* 1. Februar 1888 in Beuthen; † 4. Oktober 1973 in Birmingham) war ein deutsch-britischer Mathematiker.

## Leben
Kober stammte aus einer jüdischen Familie in Schlesien, sein Vater war Schneider. Er besuchte die Schule in Breslau und studierte Mathematik in Berlin, Göttingen (bei Edmund Landau) und Breslau, wo er 1911 bei Adolf Kneser promoviert wurde mit einer Dissertation über Variationsrechnung (Konjugierte kinetische Brennpunkte). Danach war er Mathematiklehrer am Johannes-Gymnasium in Breslau. Im Ersten Weltkrieg war er Soldat und wurde verwundet. In den 1920er Jahren studierte er neben seinem Lehrerberuf Jura und wurde 1930 in Jura promoviert, übte den Beruf aber nie aus. Ab den 1930er Jahren begann er wieder mathematisch zu veröffentlichen, davor hatte er nur seine Dissertation veröffentlicht. Nach der Machtergreifung der Nationalsozialisten wurde er aus dem Schuldienst entlassen, unterrichtete aber weiter an einer jüdischen Schule. 1936 heiratete er die Mathematikerin Kate Silberberg, die seine Lehrverpflichtung übernahm während er in Cambridge war um zu forschen. Godfrey Harold Hardy verschaffte ihm ein Stipendium an der Universität Birmingham und 1939 übersiedelte er nach England. 1940 erhielt er dort einen Master of Science und 1943 einen D.Sc. Hauptberuflich war er 1943 bis 1962 Mathematiklehrer an einer Grammar School in Birmingham.
Kober veröffentlichte über spezielle Funktionen, reelle Analysis, konformen Abbildungen (über die er im Auftrag der britischen Admiralität in den 1940er Jahren ein Lexikon verfasste), Approximationstheorie, gebrochenzahlige Integration und Differentiation (Erdelyi-Kober-Operatoren mit Arthur Erdélyi) und Funktionalanalysis, unter anderem den Satz von Kober, der notwendige und hinreichende Bedingungen dafür angibt, dass die Summe M+N zweier in X geschlossener Mengen M, N im Banachraum X mit {\displaystyle M\cap N={0}} in X geschlossen ist. Sie ist genau dann geschlossen, wenn es eine Konstante {\displaystyle A>0} gibt, so dass für alle {\displaystyle x\in M}, {\displaystyle y\in N} gilt {\displaystyle ||x||\leq A\cdot ||x+y||}.

## Schriften
- Dictionary of conformal representations, 5 Bände, 1944 bis 1948, Reprint Dover 1952.